# Bajau
Les Bajau, Badjaos, Badjos ou encore Bajo, sont un groupe ethnique de Brunei, d'Indonésie, de Malaisie orientale et des Philippines qui font partie des populations qu'on appelle « nomades de la mer » (« Sea Gypsies » dans la littérature de langue anglaise), comme les Moken de Birmanie et de Thaïlande, des Orang Laut de Riau et des Urak Lawoi' de Thaïlande.
Les Bajau sont le deuxième groupe le plus important en nombre dans l'État malaisien de Sabah, constituant plus de 13 % de la population.
Les Bajau d'Indonésie vivent principalement sur les petites îles et les côtes de l'île de Célèbes. On pense que l'expansion des Bajau est liée à la pêche et au commerce de l'holothurie (trepang en malais).

## Mode de vie

### Nomades de la mer

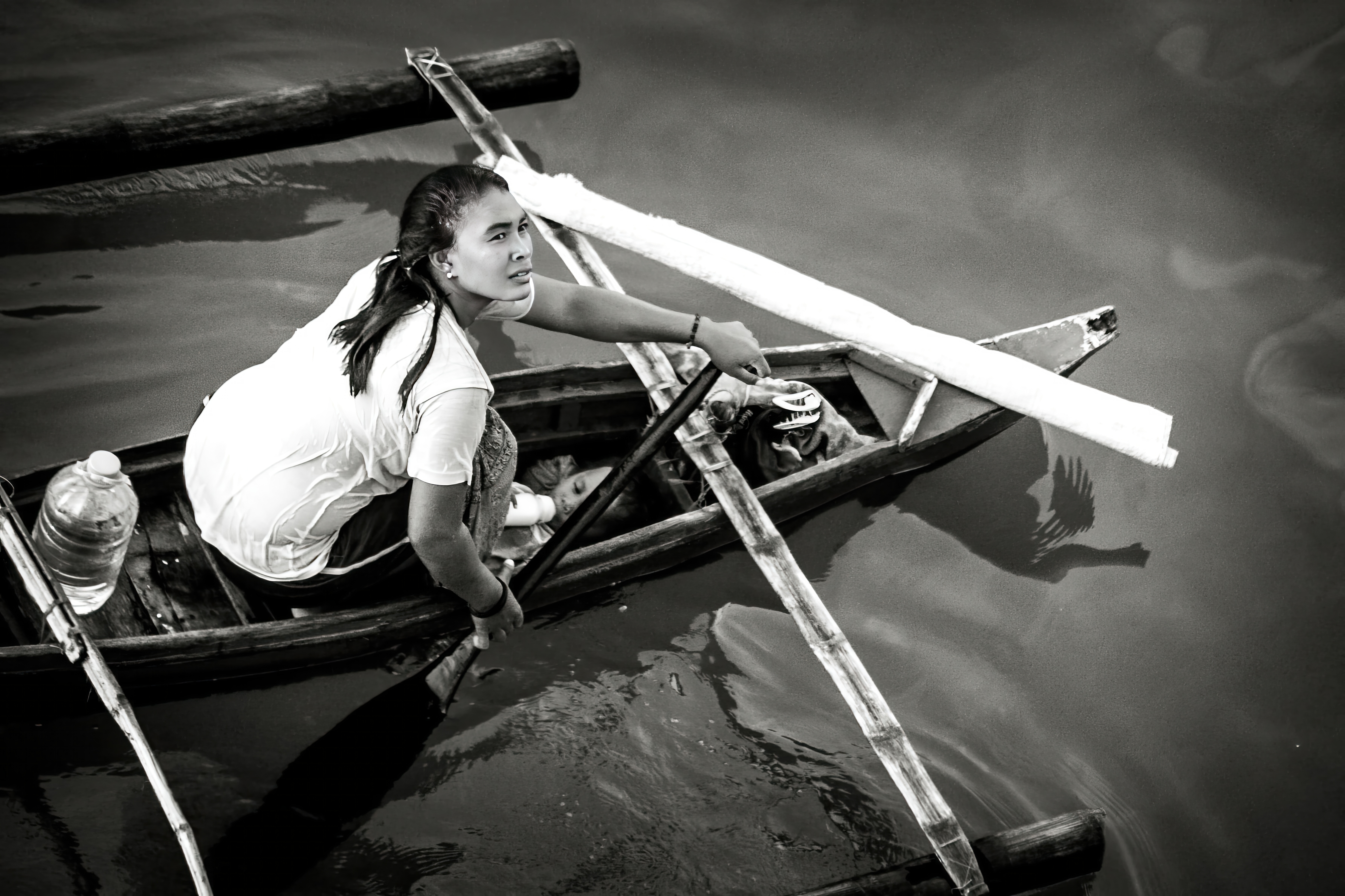
Mère Bajau cherchant quelque passager à transporter pour gagner de l'argent. On aperçoit son bébé au fond de la pirogue. Juin 2012.

Ils sont nommés « les Gitans de la mer » car ils ne restent jamais longtemps à leurs ports d'attache.
Le fond des pirogues en bois est doté d’une trappe qu’ils ouvrent pour coller leur oreille à la surface de l’eau. Ils écoutent les bruits émis par les poissons mais également les mouvements sismiques qui agitent le fond de l’océan. C'est de cette manière, qu'ils ont ainsi pu voir venir le tsunami de décembre 2004 et donner l'alerte aux touristes présents sur les lieux.[réf. souhaitée]
La pirogue est bien plus qu’une simple embarcation. Elle est un lieu de vie qu’il faut protéger et une marque d’identité. Ils attribuent des pouvoirs surnaturels à ce bateau.
Mais ces pirogues ne sont pas faites pour naviguer sur des mers agitées, et les Bajau ont également de petites maisons sur pilotis à proximité des sites de pêche pour se mettre à l'abri dès qu'une tempête arrive.

### Un peuple de plongeurs
Le peuple des Bajau entretient un rapport intime avec la mer : dès l’âge de trois jours, le nourrisson est mis à l’eau. Les plongeurs adultes peuvent descendre à plus de 70 mètres de fond, et ont une très bonne connaissance du milieu. Les femmes plongent également pour pêcher y compris quand elles sont enceintes. Une étude publiée dans la revue Cell  fait état de modifications génétiques — notamment le développement de plus grandes rates — offrant aux Bajau un avantage pour survivre dans les profondeurs. Les plongeurs Bajau ne cessent de battre des records d'apnée, certains de leurs membres pouvant rester sous l'eau près de 13 minutes à environ 60 mètres de profondeur.

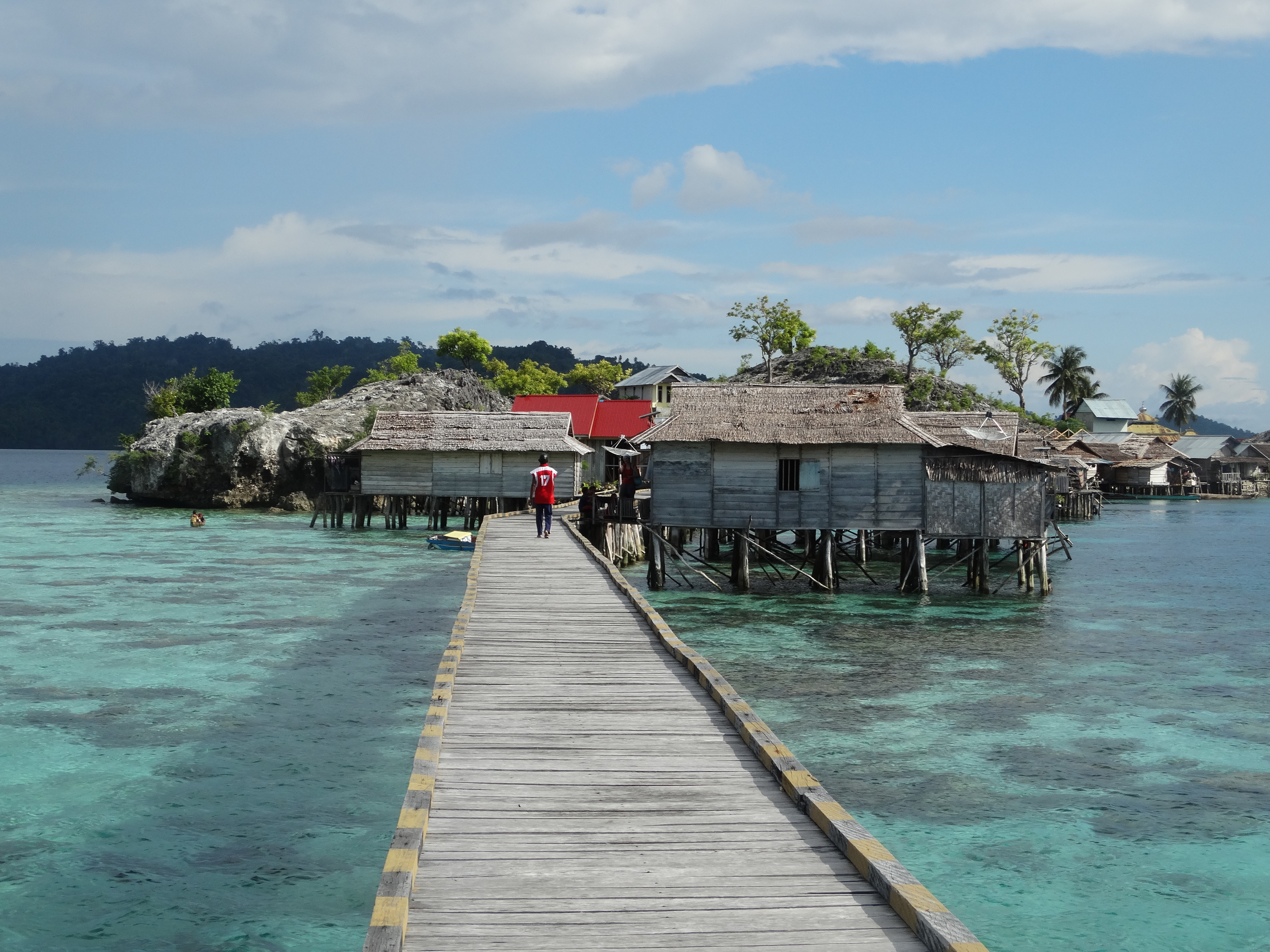
Le village bajau de Kabalutan (id), aux îles Togian (Sulawesi, Indonésie)
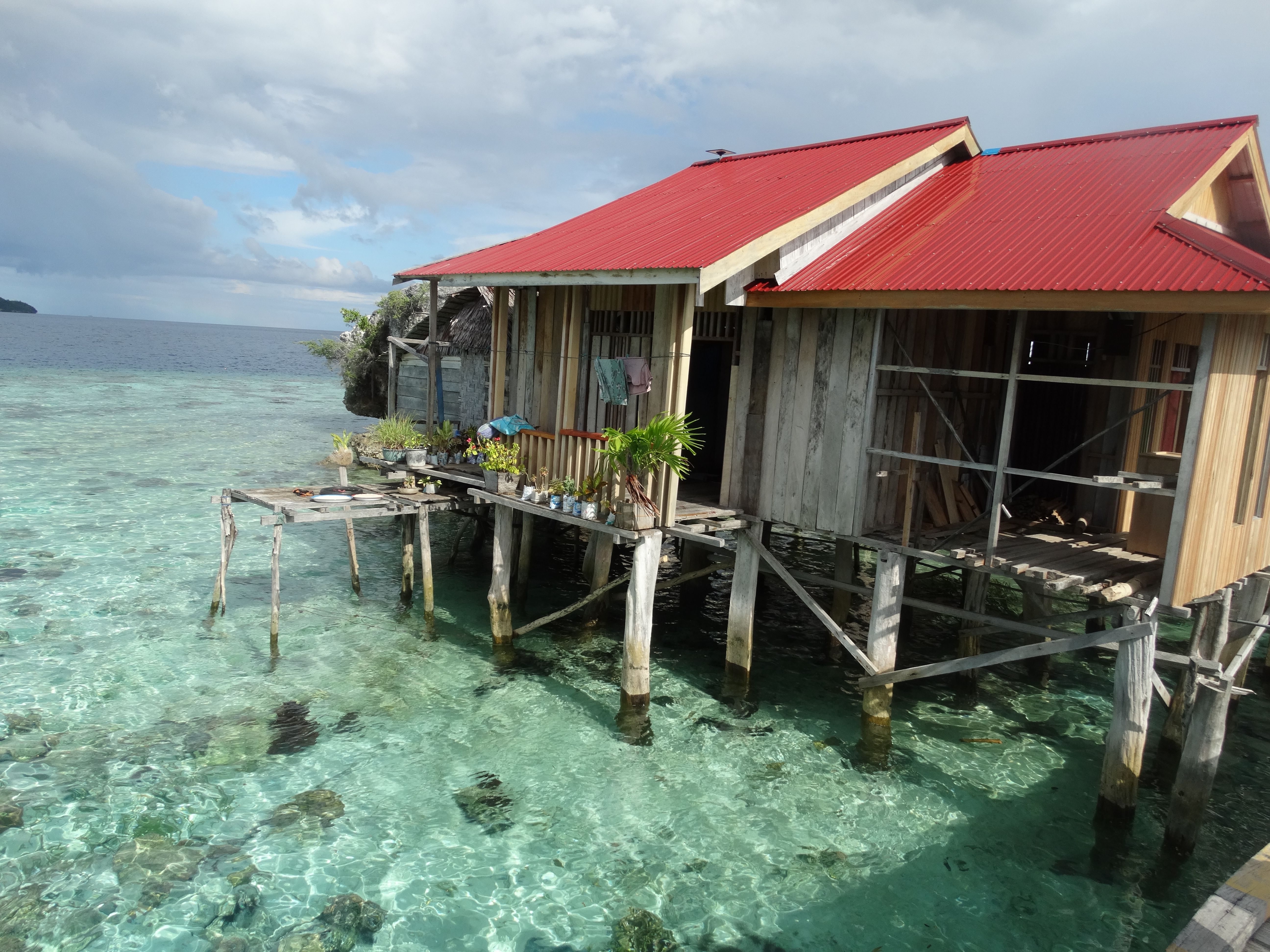
Une maison bajau sur pilotis dans le village de Kabalutan (îles Togian).

### Alimentation
Les Bajau mangent du poisson, du riz et des fruits trouvés dans la jungle. Cependant la quantité de poisson diminue de plus en plus à cause de la pêche à la bombe et au compresseur. Ces méthodes détruisent les coraux et tuent en masse les poissons (environ 3 tonnes par jour et par bateau). Aujourd'hui les Bajau peuvent pêcher environ 20 kg par jour mais estiment que leurs enfants ne pourront en pêcher que 4 kg par jour.

## Langue
Les langues bajau (telles le bajau indonésien et le bajau de la côte occidentale) appartiennent à un sous-groupe dit « Sulu-Bornéo » des langues sama-bajaw, qui sont désormais[Quand ?] considérées comme un groupe dans le rameau des langues grand barito de la branche malayo-polynésienne des langues austronésiennes.
Les langues sama appartiennent aux langues sama-bajau et se composent de plusieurs dialectes : yakan, sama du Nord, du Centre et du Sud, sama pangutaran, inabaknon, Bajau West Coast Sabah et Bajau Indonesia.

## Religion
Les Bajau sont majoritairement musulmans.
Ils avaient un dieu unique Setan qui dispensait le bien et le mal. Le chaman peut être une femme et tient de multiples rôles : médecin, invocateur d’esprits des morts, autorité morale de la tribu, sage-femme. Les contacts avec les étrangers passent par le chaman. Considérés comme des sorciers et des jeteurs de sort, ils sont tenus à l’écart par le reste de la population.

### Vidéographie
- Badjao à Tong Bongkow, film de François Floquet, Centre national de la cinématographie, Paris, 2009, 47 min (DVD)
- Présentation de l'émission Rendez-vous en terre inconnue diffusée le 6 avril 2010 sur la chaîne de télévision France 2, tournée chez et avec des Bajaus, avec la participation de Marianne James.
- Sulawesi, les nomades de la mer, film de Svea Andersson, ARTE, ADAV, Paris, 2013, 52 min (DVD)
- Jago : une vie aquatique, film documentaire de James Reed et James Morgan, 2015, 48 min, titre original : Jago : A Life Underwater